# Communauté de communes Vienne et Gartempe
La communauté de communes Vienne et Gartempe est une communauté de communes française, située dans le Sud du département de la Vienne et la région Nouvelle-Aquitaine.
Elle est issue de la fusion en 2017 des communautés de communes du Montmorillonnais, du Lussacois et d'une partie du Pays Chauvinois.

## Historique
Elle est créée à la suite du Schéma de coopération intercommunale (SDCI) prenant effet le 1er janvier 2017 car cinq des six CC de l'Arrondissement de Montmorillon ont moins de 15 000 habitants (CC des Pays Civraisien et Charlois, de la Région de Couhé, du Lussacois, du Pays Chauvinois et du Pays Gencéen) imposés par la Loi NOTRe.
Le premier objectif de la prescription numéro 1 de l'arrondissement du schéma est de fusionner les deux communautés de commune du Syndicat Mixte du Pays Montmorillonnais. Les deux CC du Montmorillonnais et du Lussacois présentent une véritable cohérence naturelle et géographique : terre d’élevage structurée par les vallées de la Vienne et de la Gartempe, richesse patrimoniale et potentiel touristique significatif, tissu industriel diversifié dont l’activité s’est toutefois sensiblement réduite ces dernières années. Cette fusion permet enfin de créer, au sud-est de la Vienne, un pôle autonome qui assoit le poids de ce territoire en dehors de l’axe Poitiers-Châtellerault, et qui maintient de fait un équilibre territorial à l’échelle du département.
Le schéma est ammendé à la suite de la CDCI du 8 février 2016 avec l'adoption d'un amendement portant simultanément sur l'intégration d'autres communes:
- la suppression du rattachement des communes de Chapelle-Viviers, Fleix, Lauthiers, Leignes-sur-Fontaine, Paizay-le-Sec et Valdivienne (Communauté de communes du Pays Chauvinois) à la communauté d’agglomération du Grand Poitiers ;

- la suppression du rattachement des communes de La Bussière et de Saint-Pierre-de-Maillé (Communauté de communes des Vals de Gartempe et Creuse) à la communauté d’agglomération du Grand Poitiers.
L’arrêté fixant le périmètre est signé le 25 mars 2016 confirmé le 6 décembre par l’arrêté définitif.

## Territoire communautaire

### Géographie
Située à l'est  du département de la Vienne, la communauté de communes Vienne et Gartempe regroupe 55 communes et présente une superficie de 1 988,3 km2.

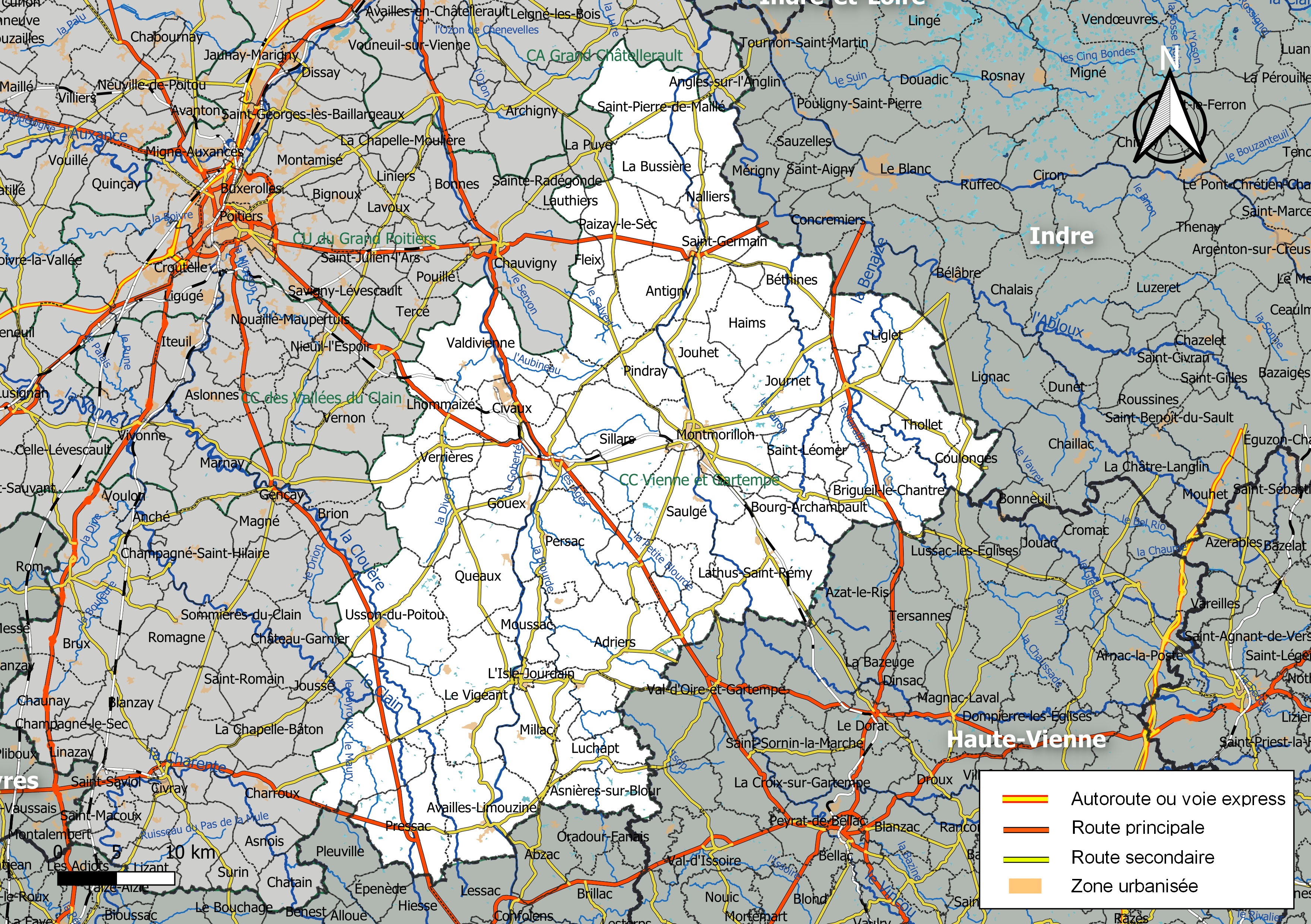
Carte de la communauté de communes Vienne et Gartempe au 1er janvier 2019.

### Composition

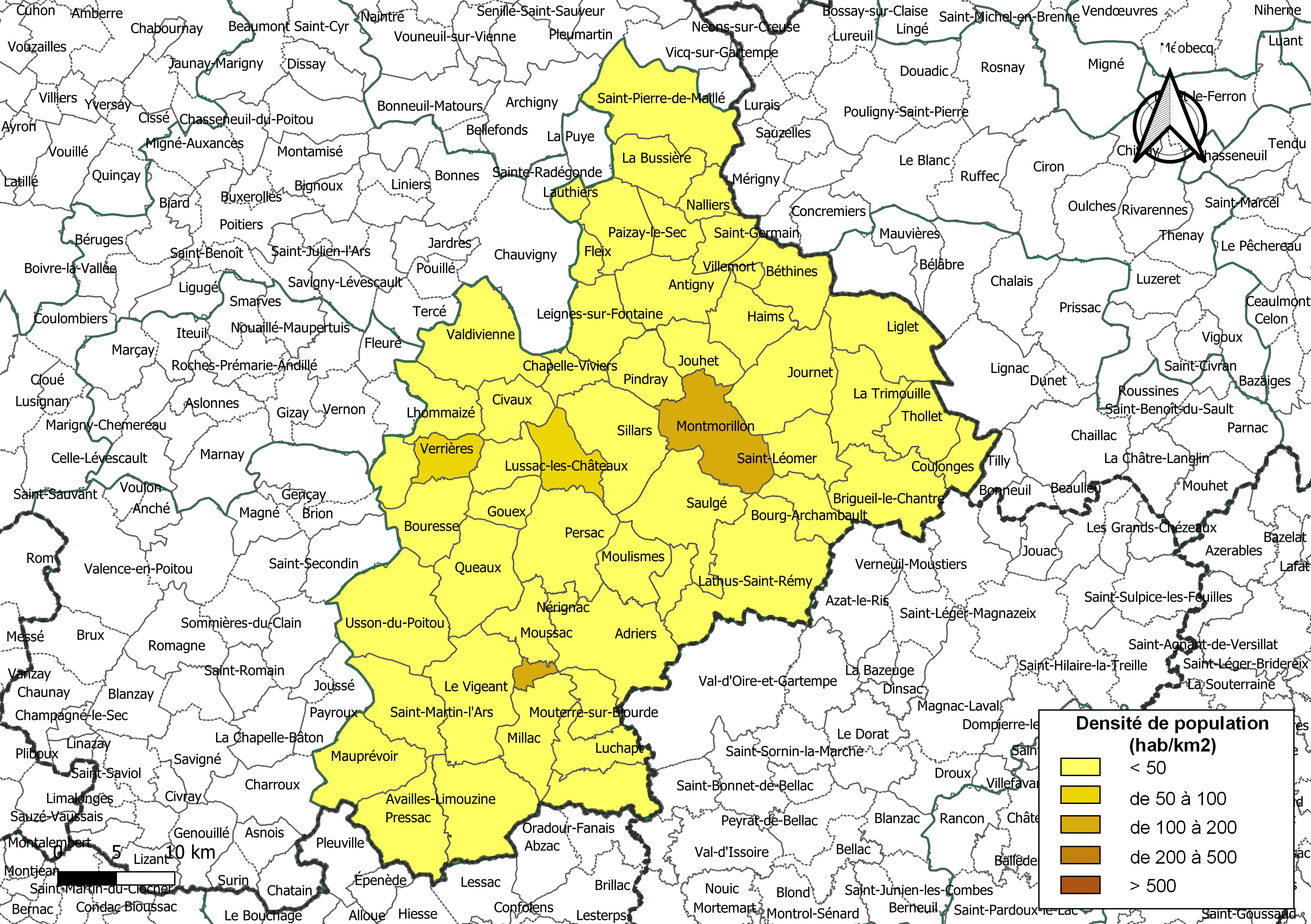
Carte des densités de population (millésimée 2016) des communes de la communauté de communes Vienne et Gartempe. Composition en communes au 1er janvier 2019.

La communauté de communes est composée des 55 communes suivantes :

| Nom                      | Code Insee | Gentilé              | Superficie (km2) | Population (dernière pop. légale) | Densité (hab./km2) |
| ------------------------ | ---------- | -------------------- | ---------------- | --------------------------------- | ------------------ |
| Montmorillon (siège)     | 86165      | Montmorillonnais     | 57               | 5 867 (2022)                      | 103                |
| Adriers                  | 86001      | Adriauds             | 68,09            | 701 (2022)                        | 10                 |
| Antigny                  | 86006      | Antignois            | 43,93            | 543 (2022)                        | 12                 |
| Asnières-sur-Blour       | 86011      | Asniérois            | 32,49            | 189 (2022)                        | 5,8                |
| Availles-Limouzine       | 86015      | Availlais            | 57,9             | 1 287 (2022)                      | 22                 |
| Béthines                 | 86025      | Béthinois            | 37,02            | 470 (2022)                        | 13                 |
| Bouresse                 | 86034      | Bouressois           | 36,62            | 623 (2022)                        | 17                 |
| Bourg-Archambault        | 86035      | Bourg-Archambaugeois | 24,33            | 171 (2022)                        | 7                  |
| Brigueil-le-Chantre      | 86037      | Brigueillais         | 53,79            | 460 (2022)                        | 8,6                |
| La Bussière              | 86040      |                      | 32,09            | 301 (2022)                        | 9,4                |
| Chapelle-Viviers         | 86059      |                      | 14,53            | 564 (2022)                        | 39                 |
| Civaux                   | 86077      | Civaliens            | 26,39            | 1 205 (2022)                      | 46                 |
| Coulonges-les-Hérolles   | 86084      |                      | 18,35            | 232 (2022)                        | 13                 |
| Fleix                    | 86098      |                      | 9,15             | 144 (2022)                        | 16                 |
| Gouex                    | 86107      | Gouexquis            | 18,16            | 473 (2022)                        | 26                 |
| Haims                    | 86110      | Haimsois             | 32,25            | 230 (2022)                        | 7,1                |
| L'Isle-Jourdain          | 86112      | Lislois ou Islois    | 5,92             | 1 146 (2022)                      | 194                |
| Jouhet                   | 86117      | Jouhétiens           | 25,53            | 510 (2022)                        | 20                 |
| Journet                  | 86118      | Journétains          | 58,51            | 368 (2022)                        | 6,3                |
| Lathus-Saint-Rémy        | 86120      | Lathusiens           | 98,28            | 1 214 (2022)                      | 12                 |
| Lauthiers                | 86122      | Althériens           | 8,16             | 68 (2022)                         | 8,3                |
| Leignes-sur-Fontaine     | 86126      | Leignois             | 32,37            | 644 (2022)                        | 20                 |
| Lhommaizé                | 86131      | Lhommaizéens         | 30,59            | 912 (2022)                        | 30                 |
| Liglet                   | 86132      | Liglétiens           | 52,53            | 301 (2022)                        | 5,7                |
| Luchapt                  | 86138      | Luchaptais           | 26,39            | 248 (2022)                        | 9,4                |
| Lussac-les-Châteaux      | 86140      | Lussacois            | 28,06            | 2 261 (2022)                      | 81                 |
| Mauprévoir               | 86152      | Maloprévosiens       | 48,59            | 590 (2022)                        | 12                 |
| Mazerolles               | 86153      | Mazerollais          | 21,25            | 853 (2022)                        | 40                 |
| Millac                   | 86159      | Millacois            | 40,59            | 467 (2022)                        | 12                 |
| Moulismes                | 86170      | Moulismois           | 29,06            | 361 (2022)                        | 12                 |
| Moussac                  | 86171      | Moussacois           | 24,69            | 433 (2022)                        | 18                 |
| Mouterre-sur-Blourde     | 86172      | Mouterrois           | 20,18            | 167 (2022)                        | 8,3                |
| Nalliers                 | 86175      | Nalliérois           | 16,03            | 306 (2022)                        | 19                 |
| Nérignac                 | 86176      | Nérignacois          | 4,46             | 117 (2022)                        | 26                 |
| Paizay-le-Sec            | 86187      | Paizayins            | 34,65            | 474 (2022)                        | 14                 |
| Persac                   | 86190      | Persacois            | 59,41            | 718 (2022)                        | 12                 |
| Pindray                  | 86191      | Pindraysiens         | 26,74            | 248 (2022)                        | 9,3                |
| Plaisance                | 86192      | Plaisançois          | 13,11            | 177 (2022)                        | 14                 |
| Pressac                  | 86200      | Pressacois           | 49,21            | 551 (2022)                        | 11                 |
| Queaux                   | 86203      | Caïocains            | 52,64            | 570 (2022)                        | 11                 |
| Saint-Germain            | 86223      | Germinois            | 20,23            | 883 (2022)                        | 44                 |
| Saint-Laurent-de-Jourdes | 86228      |                      | 17,96            | 196 (2022)                        | 11                 |
| Saint-Léomer             | 86230      | Saint-Léomérois      | 28,67            | 171 (2022)                        | 6                  |
| Saint-Martin-l'Ars       | 86234      | Saint-Martinois      | 41,76            | 369 (2022)                        | 8,8                |
| Saint-Pierre-de-Maillé   | 86236      | Maillois             | 74,89            | 852 (2022)                        | 11                 |
| Saint-Savin              | 86246      | Saint-Savinois       | 18,8             | 816 (2022)                        | 43                 |
| Saulgé                   | 86254      | Saulgéens            | 62,31            | 1 005 (2022)                      | 16                 |
| Sillars                  | 86262      | Sillarois            | 60,79            | 571 (2022)                        | 9,4                |
| Thollet                  | 86270      | Thillétois           | 29,92            | 163 (2022)                        | 5,4                |
| La Trimouille            | 86273      | Trimouillais         | 41,65            | 863 (2022)                        | 21                 |
| Usson-du-Poitou          | 86276      | Ussonnais            | 72,64            | 1 226 (2022)                      | 17                 |
| Valdivienne              | 86233      | Valdiviennois        | 61,24            | 2 728 (2022)                      | 45                 |
| Verrières                | 86285      | Verriérois           | 19,58            | 930 (2022)                        | 47                 |
| Le Vigeant               | 86289      | Vigeantais           | 64,36            | 656 (2022)                        | 10                 |
| Villemort                | 86291      | Villemortois         | 4,42             | 101 (2022)                        | 23                 |

### Démographie
| 1968   | 1975   | 1982   | 1990   | 1999   | 2006   | 2011   | 2016   |
| ------ | ------ | ------ | ------ | ------ | ------ | ------ | ------ |
| 47 230 | 44 497 | 42 915 | 40 415 | 40 606 | 39 914 | 39 893 | 39 557 |

## Administration

### Conseil communautaire
Les 77 délégués sont ainsi répartis selon le droit commun comme suit :
| Nombre de délégués | Communes                                                                        |
| ------------------ | ------------------------------------------------------------------------------- |
| 11                 | Montmorillon                                                                    |
| 5                  | Valdivienne                                                                     |
| 4                  | Lussac-les-Châteaux                                                             |
| 2                  | Availles-Limouzine, Civaux, L'Isle-Jourdain, Lathus-Saint-Rémy, Usson-du-Poitou |
| 1                  | Les autres communes                                                             |

## Liste des présidents
| Période         | Période         | Identité       | Étiquette | Qualité                                             |
| --------------- | --------------- | -------------- | --------- | --------------------------------------------------- |
| janvier 2017    | 19 janvier 2018 | Yves Bouloux   | DVD       | Maire de Montmorillon Sénateur depuis décembre 2017 |
| 19 janvier 2018 | En cours        | Annie Lagrange | LR        | Maire de Lussac-les-Châteaux                        |

## Compétences
La communauté de communes adhère également à quatre syndicats mixtes
- Syndicat mixte du ScoT Sud Vienne
- Syndicat intercommunal d'aménagement de la Gartempe
- Syndicat mixte des Vallées du Clain Sud
- Syndicat interdépartemental mixte pour l'équipement rural